# جدولة المشروع
إن إعداد وتطوير كل من خطة المشروع وجدولة المشروع وموازنة المشروع باعتبارها الأدوات الرئيسية الثلاثة في إدارة المشروع إنما يعتمد على نفس :الأسس المشار إليها سابقاً وتقوم هذه الأسس على ركيزات أساسية.

## جدولة المشروع
جدولة المشروع هي عملية تحويل خطة المشروع إلى جدول زمني لتشغيل المشروع ابتداء من لحظة مباشرة العمل في المشروع مروراً بجميع الأنشطة المتتابعة والمتداخلة والأحداث والمحطات الرئيسية ووصوله إلى لحظة انتهاء العمل في المشروع، وتحديد الوقت اللازم لتنفيذ المشروع من لحظة البدء حتى لحظة الانتهاء.

## منافع جدولة المشروع
تعنى جدولة المشروع بأحد أهم الموارد بالمشروع وهو الوقت، فيعتبر من العوامل الهامة في وصول المشروع إلى أهدافه وتحقيق الكثير من منافع جدولة المشروع ومنها:
- إطاراً منسقاً للتخطيط وتوجيه ومراقبة المشروع
- ترتيب حالة الاعتمادية والتداخل لكافة الأنشطة ووحدات العمل وحزم العمل والمهام في المشروع
- تشير إلى الوقت الذي يحتاج فيه المشروع إلى تواجد بعض الخبرات والمهارات الخاصة
- تساعد في توفير خطوط اتصال أوضح وأقصر بالأقسام والوظائف وفرق العمل
- تساعد في تحديد التاريخ المتوقع لإنهاء المشروع
- تساعد في تحديد الأنشطة الحرجة التي إذا تأخرت فإن المشروع سيتأخر
- تساعد في تحديد الأنشطة الراكدة التي إذا تأخرت لوقت معلوم فإنها لن تؤثر سلباً على وقت إنهاء المشروع
- تساعد في تحديد تواريخ بداية ونهاية الأنشطة وعلاقة الأنشطة ببعضها البعض
- تساعد في تخفيف الخلافات الشخصية وتقليل من الصراعات على الموارد

## مراحل جدولة المشروع
- مرحلة التخطيط: وتتضمن تحليل أنشطة المشروع إلى وحدات بحيث تكون كل وحدة مكونة من مجموعة من الأنشطة المتشابهة في العمل والحجم. ثم بعد ذلك تُبْنَى شبكة المشروع.
- مرحلة جدولة الأنشطة: تكون من تحديد الوقت اللازم لإنجاز كل نشاط من أنشطة المشروع ثم تقدير التكاليف اللازمة لإنجاز كل نشاط من هذه الأنشطة.
- مرحلة الرقابة: وفي هذه المرحلة يُتَحَقَّقُ فيما إذا كان العمل قد نُفِّذ وفق ما خطط له أم أنه قد حدثت انحرافات

## طرق جدولة المشروع

### مخطط جانت

مخطط جانت يظهر ثلاث أنواع من تبعيات جدولة المشروع (باللون الأحمر) ومؤشرات الإنجاز بالنسبة المئوية.

مخطط جانت هو أحد أقدم الطرق المستخدمة في جدولة الأنشطة وقد طوّره هنري جانت عام 1917م. هذه الطريقة بسيطة، سهلة الإعداد، سهلة القراءة وفعالة خاصة في تحديد مدى التقدم وتنفيذ الأنشطة ومراقبة الزمن. يتكون المخطط من محورين أحدهما أفقي والآخر عامودي بحيث يظهر على المحور الأفقي الزمن اللازم لتنفيذ النشاط مع تحديد بداية ونهاية النشاط ويرسم على شكل مستطيل، حيث تمثل بداية المستطيل بداية النشاط ونهاية المستطيل نهاية النشاط. أما طول المستطيل فيدل على الوقت اللازم لإنجاز النشاط.

### البرمجة الشبكية
تعرف الشبكة على أنها تمثيل بياني لأنشطة المشروع بطريقة التسلسل والتتابع المنطقي لأنشطة المشروع والأوقات اللازمة لتنفيذ هذه الأنشطة من لحظة بداية المشروع وحتى نهايته مع توضيح المسارات المحتملة لإنهاء المشروع والمسار الحرج الذي يمثل أطوال المسارات لاتمام المشروع.